# Girmont-Val-d’Ajol
Girmont-Val-d’Ajol ist eine französische Gemeinde mit 256 Einwohnern (Stand 1. Januar 2022) im Département Vosges in der Region Grand Est (bis 2015 Lothringen). Sie gehört zum Arrondissement Épinal und zum Gemeindeverband Porte des Vosges Méridionales.

## Geografie

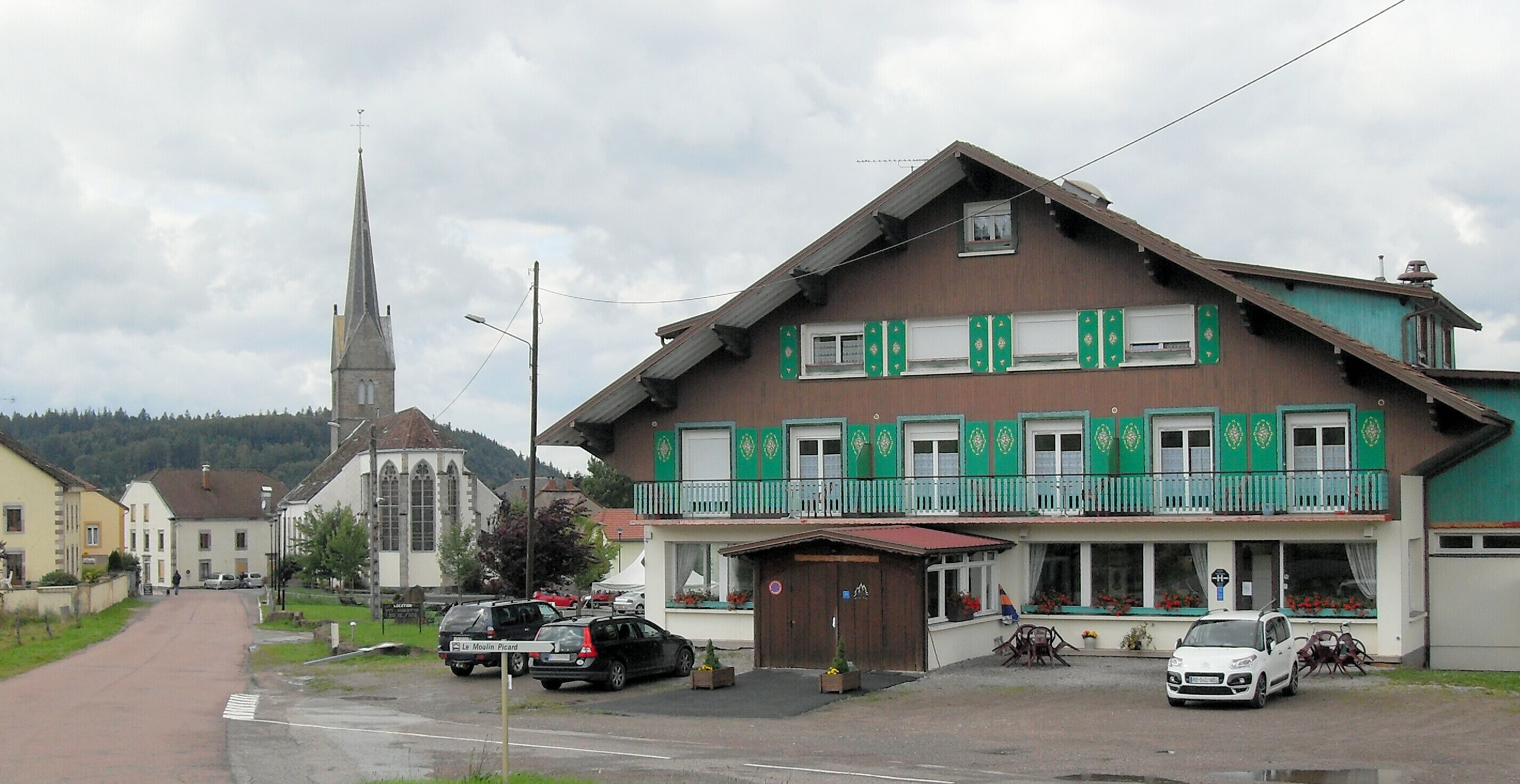
Blick auf Girmont-Val-d’Ajol

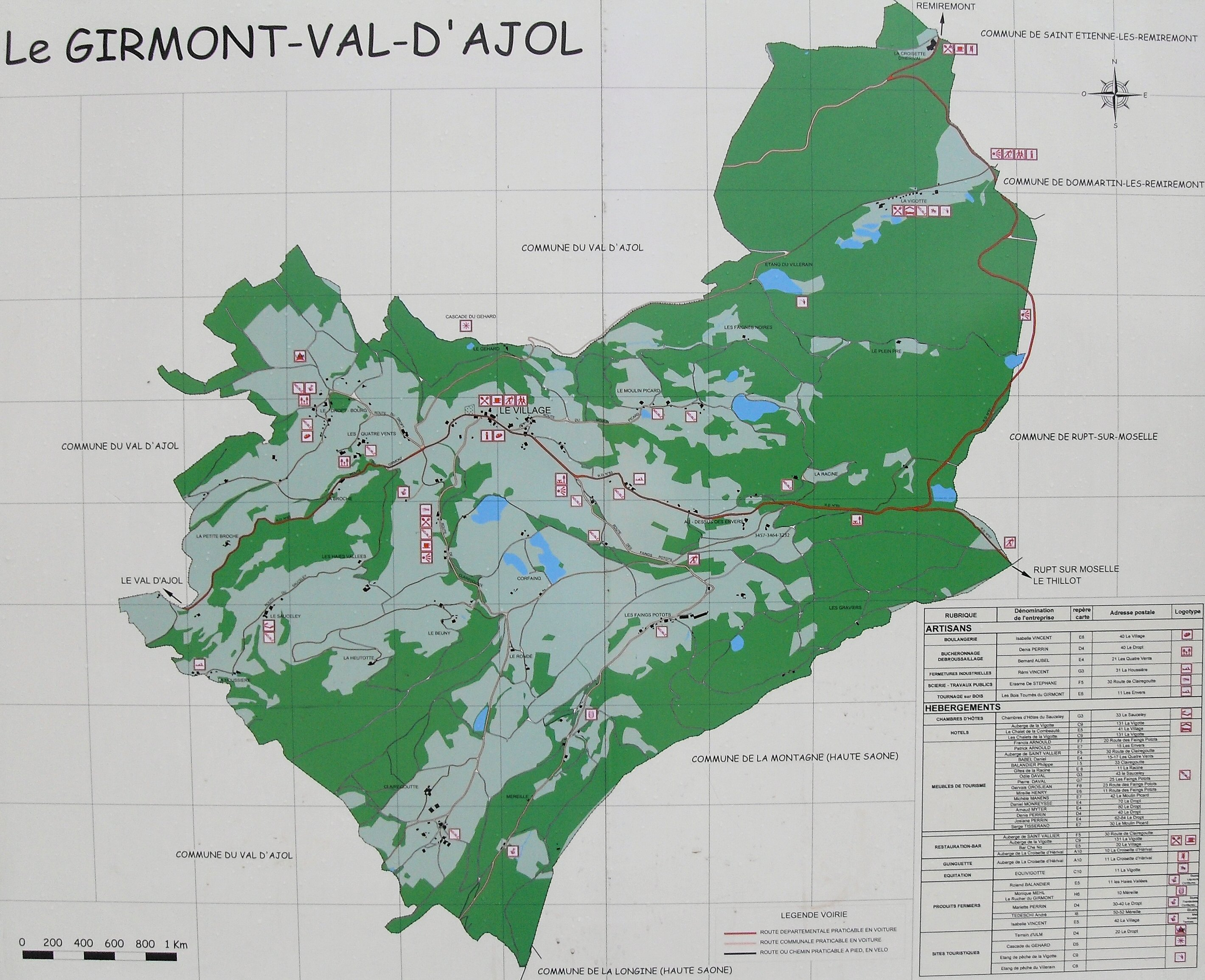
Ortsplan-Tafel

Die Gemeinde Girmont-Val-d’Ajol liegt in den südwestlichen Vogesen, etwa zehn Kilometer südlich von Remiremont, großräumiger gesehen zwischen Épinal und Belfort.
Das 16,71 km² große Gemeindegebiet von Girmont-Val-d’Ajol grenzt im Süden an die Region Bourgogne-Franche-Comté und umfasst das 600 bis 750 Meter hoch gelegene Bergland der Vôge östlich von Le Val-d’Ajol. Im Osten der Gemeinde verläuft die Rhein-Rhône-Wasserscheide. Mehrere Bergbäche in der Gemeinde – unter anderem die Combeauté, deren Quelle im Nordosten der Gemeinde liegt – entwässern über die Sémouse, die Lanterne und die Saône zur Rhône und damit zum Mittelmeer, während die östliche Nachbargemeinde Rupt-sur-Moselle im Tal der Mosel liegt.
Wälder bedecken etwa 60 % des Gemeindegebietes, insbesondere in den Kammlagen im Osten und Norden. Sie gehören größtenteils zum Forêt d’Hérival. Die landwirtschaftlichen Nutzflächen bestehen größtenteils aus Weideland.
Die Gemeinde hat einen sehr aufgelockerten Siedlungscharakter, lediglich um die Kirche ist die Bebauung etwas dichter. Die Gemeinde besteht aus den Weilern Clairegoutte, Le Beuny, Le Girmont d’Amont, Le Dropt, Le Sauceley, Les Faings Potots und Les Quatre Vents. Zu den zahlreichen Bergbauernhöfen kommen viele zum Teil einzeln stehende Ferienhäuser.
Nachbargemeinden von Girmont-Val-d’Ajol sind Le Val-d’Ajol im Westen und Norden, Saint-Étienne-lès-Remiremont und Dommartin-lès-Remiremont im Nordosten, Rupt-sur-Moselle im Osten sowie La Montagne und La Rosière im Süden.

## Geschichte

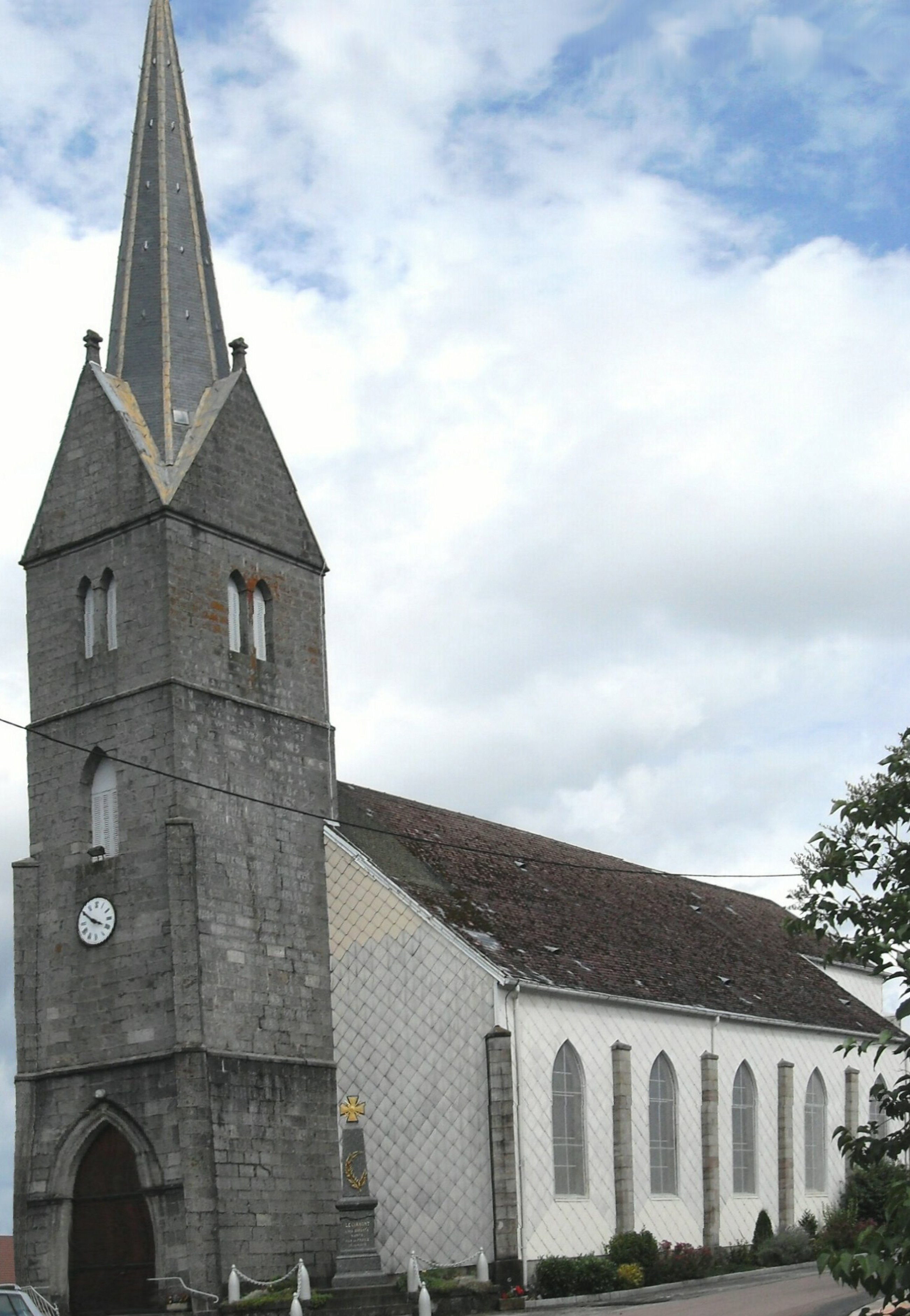
Kirche der Unbefleckten Empfängnis

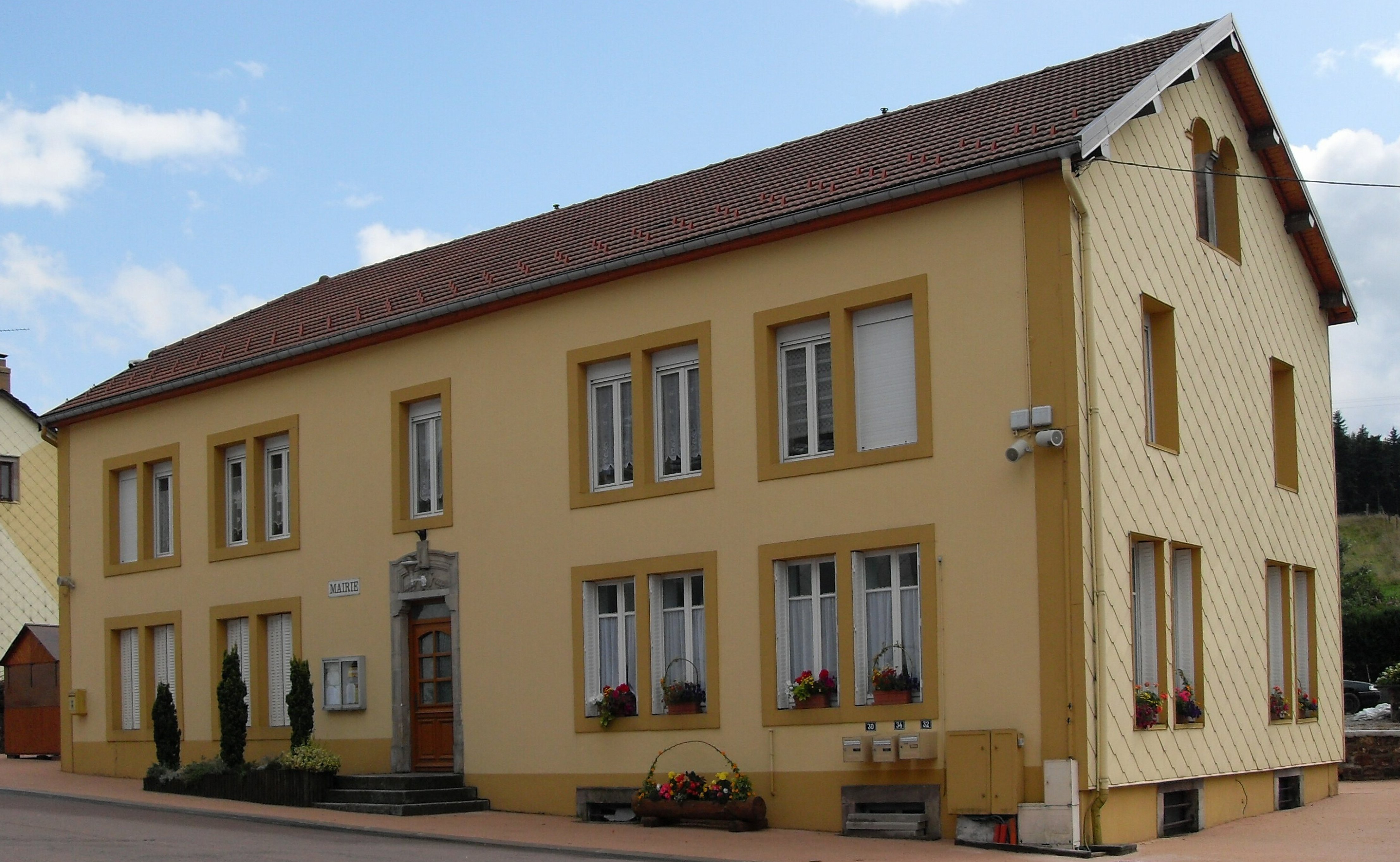
Mairie Girmont-Val-d’Ajo

Bedeutsam war für die Umgebung das Prieuré d’Hérival, ein Priorat, das um 1080 errichtet und 1800 zerstört wurde. Nur das Gästehaus des Priorates ist heute noch erhalten. Hérival sowie das heutige Gebiet der Gemeinde Girmont-Val-d’Ajol gehörte zum Einflussgebiet des Kapitels Remiremont. Der Ort Herival gehörte bis 1832 zur Gemeinde, ehe es der Nachbargemeinde Le Val-d’Ajol zugeschlagen wurde.
Die Kirche der Unbefleckten Empfängnis (l’église de l’Immaculée-Conception) wurde 1870 gebaut, zehn Jahre später wurde das Schul- und Bürgermeistergebäude eingeweiht.
Die Gemeinde entstand 1869 durch Herauslösung aus der Gemeinde Le Val-d’Ajol.

### Bevölkerungsentwicklung
| Jahr      | 1962 | 1968 | 1975 | 1982 | 1990 | 1999 | 2006 | 2013 | 2021 |
| --------- | ---- | ---- | ---- | ---- | ---- | ---- | ---- | ---- | ---- |
| Einwohner | 302  | 335  | 295  | 268  | 242  | 273  | 245  | 236  | 249  |

Kurz nach der Gemeindegründung im Jahr 1881 wurde mit 753 Bewohnern die bisher höchste Einwohnerzahl ermittelt. Die Zahlen basieren auf den Daten von cassini.ehess und INSEE.

## Sehenswürdigkeiten
- Kirche der Unbefleckten Empfängnis
- Cascade du Géhard (Wasserfall)

## Wirtschaft und Infrastruktur
In Girmont-Val-d’Ajol gibt es kleine Landwirtschafts- und Handwerksbetriebe. In der Gemeinde sind 15 Landwirtschaftsbetriebe ansässig (Obst- und Gemüseanbau, Milchwirtschaft, Zucht von Pferden, Rindern, Schafen, Ziegen und Schnecken). Ein Teil der Einwohner ist im Tourismusgewerbe tätig, einige pendeln in die Nachbargemeinden.
Im Gebiet von Girmont-Val-d’Ajol sind zahlreiche Wanderwege sowie eine Mountainbike-Strecke ausgewiesen, im Winter werden Loipen gespurt. Neben zahlreichen Ferienhäusern gibt es in der Gemeinde mehrere Hotels, Gastwirtschaften und Pensionen.
Die Gemeinde liegt abseits der überregionalen Verkehrsadern. Straßenverbindungen führen in die Gemeinden Le Val-d’Ajol, Rupt-sur-Moselle, La Montagne sowie in die Stadt Remiremont.

## Belege
1. ↑   Girmont-Val-d’Ajol auf vosges-archives.com (Memento des Originals vom 4. März 2016 im Internet Archive)  Info: Der Archivlink wurde automatisch eingesetzt und noch nicht geprüft. Bitte prüfe Original- und Archivlink gemäß Anleitung und entferne dann diesen Hinweis. (PDF-Datei, französisch)
2. ↑  Ortsname auf cassini.ehess.fr
3. ↑  Girmont-Val-d’Ajol auf cassini.ehess
4. ↑  Girmont-Val-d’Ajol auf INSEE
5. ↑  Landwirtschaftsbetriebe auf annuaire-mairie.fr (französisch)